# Kryterium Asów Polskich Lig Żużlowych im. Mieczysława Połukarda 1999
Kryterium Asów Polskich Lig Żużlowych im. Mieczysława Połukarda 1999 – 18. edycja turnieju żużlowego poświęconego pamięci polskiego żużlowca, Mieczysława Połukarda odbył się 28 marca 1999. Zwyciężył Roman Jankowski.

## Wyniki
- 28 marca 1999 (niedziela), Stadion Polonii Bydgoszcz
- NCD: Piotr Protasiewicz – 62,03 w wyścigu 2
- Sędzia: Ryszard Głód

| Msc. | Zawodnik                 | Klub         | Pkt  |               |  |
| ---- | ------------------------ | ------------ | ---- | ------------- |  |
| 1    | (1) Roman Jankowski      | Leszno       | 13   | (2,3,2,3,3)   |  |
| 2    | (11) Tomasz Gollob       | Bydgoszcz    | 12+3 | (2,3,1,3,3)   |  |
| 3    | (6) Robert Sawina        | Gniezno      | 12+2 | (0,3,3,3,3)   |  |
| 4    | (8) Piotr Świst          | Rzeszów      | 10   | (1,2,3,2,2)   |  |
| 5    | (5) Piotr Protasiewicz   | Bydgoszcz    | 9    | (3,2,wsu,2,2) |  |
| 6    | (4) Robert Dados         | Grudziądz    | 8    | (0,3,3,1,1)   |  |
| 7    | (3) Sebastian Ułamek     | Gdańsk       | 7    | (1,0,1,3,2)   |  |
| 8    | (12) Grzegorz Walasek    | Zielona Góra | 7    | (0,1,3,2,1)   |  |
| 9    | (10) Rafał Okoniewski    | Gorzów Wlkp. | 7    | (3,2,wsu,1,1) |  |
| 10   | (9) Mirosław Kowalik     | Toruń        | 7    | (1,u,2,2,2)   |  |
| 11   | (2) Jacek Gollob         | Piła         | 6    | (3,0,d,d,3)   |  |
| 12   | (13) Wiesław Jaguś       | Toruń        | 5    | (1,1,2,1,0)   |  |
| 13   | (14) Jacek Krzyżaniak    | Wrocław      | 4    | (3,1,d)       |  |
| 14   | (7) Rafał Dobrucki       | Piła         | 4    | (2,2,u/-)     |  |
| 15   | (15) Przemysław Tajchert | Bydgoszcz    | 3    | (w,1,2,0,0)   |  |
| 16   | (16) Tomasz Bajerski     | Gorzów Wlkp. | 2    | (2,0,0,0,0)   |  |
|      | rez. Tomasz Poprawski    | Bydgoszcz    |      | (0,0,0)       |  |
|      | rez. Michał Robacki      | Bydgoszcz    |      | (1,1,1)       |  |

Bieg po biegu
1. [63,03] J. Gollob, Jankowski, Ułamek, Dados
2. [62,03] Protasiewicz, Dobrucki, Świst, Sawina
3. [62,28] Okoniewski, T. Gollob, Kowalik, Walasek
4. [63,50] Krzyżaniak, Bajerski, Jaguś, Poprawski Poprawski za Tajcherta
5. [63,25] Jankowski, Protasiewicz, Jaguś, Kowalik
6. [63,38] Sawina, Okoniewski, Krzyżaniak, J. Gollob
7. [62,94] T. Gollob, Dobrucki, Tajchert, Ułamek
8. [65,22] Dados, Świst, Walasek, Bajerski
9. [63,05] Sawina, Jankowski, T. Gollob, Bajerski
10. [64,28] Walasek, Tajchert, J. Gollob, Protasiewicz
11. [64,12] Świst, Kowalik, Ułamek, Krzyżaniak
12. [65,50] Dados, Jaguś, Robacki, Okoniewski Robacki za Dobruckiego
13. [65,06] Jankowski, Walasek, Robacki, Poprawski Poprawski za Krzyżaniaka Robacki za Dobruckiego
14. [63,10] T. Gollob, Świst, Jaguś, J. Gollob
15. [65,10] Ułamek, Protasiewicz, Okoniewski, Bajerski
16. [63,97] Sawina, Kowalik, Dados, Tajchert
17. [65,37] Jankowski, Świst, Okoniewski, Tajchert
18. [65,84] J. Gollob, Kowalik, Robacki, Bajerski Robacki za Dobruckiego
19. [65,16] Sawina, Ułamek, Walasek, Jaguś
20. [64,05] T. Gollob, Protasiewicz, Dados, Poprawski Poprawski za Krzyżaniaka
21. Wyścig dodatkowy o 2.miejsce: [64,63] Gollob i Sawina